# Васа (антарктическая станция)
Васа (швед. Wasa) — действующая сезонная (летняя) научно-исследовательская антарктическая станция Швеции, которая была создана во время антарктической экспедиции 1988—1989 годов у горного хребта Краули, что на Земли Королевы Мод. Расположена в 130 км от побережья и в 200 м от финской антарктической станции Абоа (две станции вместе образуют базу Нурденшёльд и сотрудничают в области исследований и логистики).

## Сооружения станции
Главное здание сделано из древесины и стоит на 1,5 м столбах (во избежание занесения снегом). Её размеры — 17,5 × 7,6 м. Здание состоит из четырех спален, большой кухни, гостиной, сауны, душевой и прачечной.
В непосредственной близости от главного здания располагается генераторная — строение размером 7,5 × 6 м, составленное из трёх контейнеров. В нём находятся генераторы, система водоснабжения и мастерская. В качестве кладовой используются двадцатифутовые контейнеры.